# 아들의 빈자리
《아들의 빈자리》(영어: We Don't Belong Here, 기존 제목 영어: The Greens Are Gone)는 2017년 미국의 드라마 영화로, 피어 피더슨 감독의 데뷔작이다. 캐서린 키너, 안톤 옐친, 라일리 키오, 몰리 섀넌, 마이아 루돌프, 케리 엘위스, 케이틀린 디버 등이 출연했다. 사라진 외아들의 흔적을 찾으며 가족의 비밀을 알아가는 사남매의 어머니가 주인공이다.

## 줄거리
낸시 그린은 역기능 가정의 어머니이다. 낸시는 아들 맥스웰이 사라진 후 한계에 부딪히게 된다.

## 출연진
- 캐서린 키너 - 낸시 그린 역
- 케이틀린 디버 - 릴리 그린 역
- 안톤 옐친 - 맥스웰 그린 역
- 라일리 키오 - 얼리사 그린 역
- 애니 스타크 - 매들린 그린 역
- 몰리 섀넌 - 데버라 역
- 저스틴 채트윈 - 토머스 역
- 오스틴 에이브럼스 - 데이비 역
- 데브라 무니 - 할머니 역
- 마이아 루돌프 - 조앤 역
- 케리 엘위스 - 프랭크 하퍼 역
- 미셸 허드 - 타니아 역
- 세라 라모스 - 질 역
- 마크 패밀리에티